# Salar del Guasco
Salar del Guasco är en saltslätt i Chile.   Den ligger i regionen Región de Tarapacá, i den norra delen av landet, 1 500 km norr om huvudstaden Santiago de Chile.